# De Kraan
De Kraan is een buurtschap in de gemeente Tilburg in de Nederlandse provincie Noord-Brabant. Het ligt in het noordoosten van de gemeente iets ten westen van Berkel-Enschot.
Noord-Brabant: Steden en dorpen      Nederland: Provincies · Gemeenten